# Lau-Heli (Ort)
Lau-Heli (Lau-Heli, Lauhili) ist eine osttimoresische Siedlung im Suco Horai-Quic (Verwaltungsamt Maubisse, Gemeinde Ainaro).

## Geographie und Einrichtungen
Lau-Heli liegt im Norden der Aldeia Lau-Heli, auf einer Meereshöhe von 1508 m, an der Überlandstraße von Maubisse nach Ainaro. Südlich befindet sich an der Straße das Dorf Erlihun und nördlich im Suco Maubisse der Ort Hato-Luli. Im Westen liegt das Dorf Cartolo im Osten im Suco Aituto das Dorf Lebututo.
Im Dorf Lau-Heli befinden sich eine Schule und der Sitz des Sucos Horai-Quic.